# The Arctic Convoy – Todesfalle Eismeer
The Arctic Convoy – Todesfalle Eismeer (Originaltitel Konvoi) ist ein im Zweiten Weltkrieg spielender Actionfilm von Henrik Martin Dahlsbakken. Der Thriller mit Tobias Santelmann, Adam Lundgren, Anders Baasmo, Jakob Fort  und Heidi Ruud Ellingsen in den Hauptrollen kam vor Weihnachten 2023 in die norwegischen Kinos und soll im Januar 2024 beim Internationalen Filmfestival Rotterdam gezeigt werden. Im Rahmen des Amandaprisen 2024 erhielt der Film in insgesamt sechs Kategorien Nominierungen, unter anderem als bester norwegischer Film.

## Handlung
Im Jahr 1941 marschierte das Deutsche Reich in die Sowjetunion ein. Zur Unterstützung der Sowjetunion beschließen die Alliierten und deren Verbündete, Kriegsgüter von Island, damals eine dänische Kolonie, die von alliierten Truppen besetzt war, mit Hilfe der „arktischen Konvois“ nach Murmansk und Archangelsk zu liefern. Die Konvois bestehen aus zivilen Handelsschiffen aus der ganzen Welt. Da ein solcher Nordmeergeleitzug nicht für den Kampf ausgerüstet ist und die Handelsschiffe nur leichte Flugabwehrgeschütze an Bord haben, wird er von britischen Kriegsschiffen und Flugzeugen eskortiert, um ihn vor Luft- und U-Boot-Angriffen zu schützen.
Als der Befehl an die Eskorte ergeht, den Konvoi aufzulösen und sich – angesichts der zunehmenden Gefahr des Eingreifens der in Norwegen stationierten deutschen Großkampfschiffe – zurückzuziehen, beschließt der Kapitän eines norwegischen Handelsschiffes die Mission fortzusetzen.
Da sich der Konvoi in Auflösung befindet und die Eskorte abzieht, rechnet sich der Kapitän durchaus Chancen aus, Murmansk zu erreichen, da er sich nun als Einzelfahrer nicht mehr an der Geschwindigkeit des langsamsten Schiffes des Konvois orientieren muss. Da die Schiffsmaschine jedoch reparaturbedürftig ist, kann das Schiff aus Sicherheitsgründen vorerst nur mit halber Kraft fahren.
Der Kapitän lässt zunächst die Mannschaft in dem Glauben, dass sich die Eskorte aus taktischen Gründen weit hinter die Handelsschiffe zurückgezogen hat, aber jederzeit eingreifen kann. Der Maat des Schiffes, früher selbst Kapitän, stimmt für die Rückkehr nach Island, kann sich gegen den Kapitän aber nicht durchsetzen.
Er ordnet dann – gegen den ausdrücklichen Befehl des Kapitäns, Kurs auf Murmansk zu halten – eine Kursänderung an, die das Schiff in verminte Gewässer führt. Während einer waghalsigen Schleichfahrt durch das Minengebiet, bei der die Mannschaft die Treibminen mit Stangen an der Bordwand vorbeiführen muss, geht ein Besatzungsmitglied, der zweite Funker, über Bord. Der Kapitän befiehlt die Weiterfahrt und unternimmt keinen Versuch, den hinter dem Schiff schwimmenden Seemann zu retten.
Beim Einsammeln der Habseligkeiten des zweiten Funkers werden seine Funkspruchnotizen gefunden, die belegen, dass sich die Eskorte in Wahrheit zurückgezogen und der Konvoi vollständig aufgelöst hat.
Nachdem der Maat des Schiffes die Mannschaft informiert hat, kommt es zu Diskussionen zwischen der empörten Mannschaft und dem Kapitän. Letzterer kann aber die Mannschaft beruhigen, indem er an die schwierige Lage der Sowjetunion und die Tatsache erinnert, dass die transportierten Kriegsgüter dort dringend gebraucht werden. Er weist auch darauf hin, dass militärische Erfolge der Sowjets und ein Zurückdrängen der Deutschen bedeuten würden, dass sie wieder nach Norwegen zurückkehren könnten. Ein weiterer Versuch des Maats, die Funkerin des Schiffes auf seine Seite zu ziehen, scheitert.
Am folgenden Tag wird das Schiff von zwei deutschen Flugzeugen angegriffen, es gelingt dem Bordschützen jedoch, beide Flugzeuge mit dem einzigen an Bord befindlichen Flakgeschütz abzuschießen. Während des Angriffs wird ein Besatzungsmitglied getötet und der Kapitän schwer verwundet. Nach einer improvisierten Notoperation ist der Kapitän nicht ansprechbar, sodass der Maat vorerst die Befehlsgewalt hat. Der Maat ordnet eine erneute Kursänderung an: Anstatt weiterhin Kurs auf Murmansk zu halten, lässt er Kurs auf Spitzbergen nehmen, in der irrigen Annahme, dass sich das Schiff dann dort außerhalb der Reichweite deutscher Flugzeuge befände. Um ein Eingreifen des Kapitäns zu verhindern, injiziert ihm der Maat regelmäßig Morphiumdosen.
Je näher das Schiff der Inselgruppe Spitzbergen kommt, desto schwieriger werden die klimatischen Bedingungen. Eispanzer legen sich auf Schiffsteile, das Deck und das Flakgeschütz. Der Maat beruhigt die Mannschaft, dass das Geschütz nicht mehr gebraucht würde, da die deutschen Flugzeuge so weit nördlich – fernab der norwegischen Flugplätze, nicht operieren könnten. Schließlich lässt der Maat die Schiffsmaschinen stoppen, da es Gefahr läuft, sich im vor ihm liegenden Treibeis festzufahren und die Maschine repariert werden muss.
Inzwischen ist der Kapitän aus dem künstlichen Koma aufgewacht und hat sich unter Deck mit einem Gewehr bewaffnet. Als der Kapitän den Maat bezüglich der Kursänderung zur Rede stellt, meldet dieser den bereits bekannten Maschinenschaden als Grund für die Kursabweichung und den anschließenden Halt im Eis. Bevor die Situation eskalieren kann, meldet die Funkerin die Sichtung eines deutschen Aufklärungsflugzeugs. Nachdem dieses verschwunden ist, nimmt die Besatzung des Schiffes an, dass die Deutschen das Schiff gesehen haben und den Standort an deutsche Leitstellen melden und somit innerhalb weniger Stunden Kampfflugzeuge eintreffen werden.
Im Laderaum installiert die Besatzung eines der in der Ladung befindlichen 40-mm-Bofors-Flugabwehrgeschütze, welches sich aber mangels Kran nicht an Deck bringen lässt. Die einzige Möglichkeit ist das Abgeben einzelner Schüsse aus dem Laderaum während des direkten Überflugs der feindlichen Maschinen.
Während der Kapitän auf diese eher zweifelhafte Verteidigungsmöglichkeit setzt, schlägt der Maat vor, die verbleibende Zeit bis zum Eintreffen deutscher Flugzeuge dazu zu nutzen, das Schiff zu tarnen. In der Ladung befinden sich große Mengen weißer Farbe, die nun von der Mannschaft genutzt werden, um das vormals graue Schiff vollständig weiß zu tünchen. Umgeben von Treibeis und Eisbergen ist das nun weiße Schiff tatsächlich kaum auszumachen.
Als schließlich nur ein einzelnes deutsches Kampfflugzeug naht, gibt der Kapitän den Befehl, das Feuer dann zu eröffnen, wenn sich die Maschine genau über dem Laderaum befindet. Der Maat protestiert und betont, dass die Deutschen mehr Flugzeuge geschickt hätten, wenn das Aufklärungsflugzeug das Schiff tatsächlich gemeldet hätte, und dass außerdem das feuernde Geschütz ihre Tarnung auffliegen lassen würde.
Im letzten Moment entscheidet sich der Bordschütze, doch nicht zu feuern und die Tarnung zu erhalten. Tatsächlich überfliegt die patrouillierende deutsche Maschine das getarnte Schiff, ohne einen Schuss abzugeben oder eine Bombe abzuwerfen – die Besatzung hat das Schiff offensichtlich nicht entdeckt.
Nachdem der Schiffsmechaniker die Instandsetzung des Schiffsantriebs meldet, merkt der Kapitän an, dass Morphiumdosen nicht in die Halsschlagader injiziert werden müssen, woraufhin der Maat betont, dass er wieder genau so handeln würde, wenn er erneut in eine solche Situation geriete. Der Kapitän rückt letztendlich etwas von seiner Überzeugung ab, dass abweichende Meinungen und die Teilung der Befehlsgewalt zu Anarchie und Chaos führen.
Im Gespräch mit der Funkerin offenbart der Maat ebenfalls eine Meinungsänderung, er will nicht mehr zurück nach Island, sondern wieder Kurs auf Murmansk nehmen. Er schließt sich damit der Funkerin an, die davon ausgeht, dass die Deutschen, Tage nach Auflösung des Konvois und der Vernichtung vieler Handelsschiffe, nicht mehr mit einem Durchbruchsversuch eines zurückliegenden Einzelfahrers rechnen. Da sich der Kapitän aufgrund seiner Verletzung weiterhin nicht auf seinen Posten begeben kann, geht der Maat wieder auf die Brücke und ordnet Kurs auf Murmansk mit voller Fahrt an.

## Produktion

### Regie, Drehbuch und Filmschnitt
Regie führte Henrik Martin Dahlsbakken, bekannt für seine Filmbiografie Munch von 2023. Ebenfalls bekannt ist er für seinen Kurzfilm The Devil's Ballroom, seinen ersten Spielfilm Å vende tilbake von 2015 und das Filmdrama Eine Affäre – Verbotene Liebe von 2018. Dahlsbakken wuchs in Hamar auf, studierte in Norwegen und Großbritannien Medienwissenschaften und ist ausgebildeter Kinovorführer. Das Drehbuch schrieben Lars Gudmestad, Harald Rosenløw-Eeg und Christian Siebenherz. Letzterer übernahm gemeinsam mit Kalle Doniselli Gulbrandsen und Elise Solberg auch den Filmschnitt.

### Besetzung, Synchronisation und Dreharbeiten
| Darsteller                       | Synchronsprecher    | Rolle     |
| -------------------------------- | ------------------- | --------- |
| Tobias Santelmann                | Johannes Berenz     | Mørk      |
| Anders Baasmo                    | Christian Gaul      | Skar      |
| Heidi Ruud Ellingsen             | Katrin Zimmermann   | Ragnhild  |
| Preben Hodneland                 | Boris Tessmann      | Lars      |
| Olav Waastad                     | Roland Wolf         | Erik      |
| Kristian Repshus                 | Jeffrey Wipprecht   | Evensen   |
| Tord Kinge                       | Carlos Fanselow     | Isaksen   |
| Adam Lundgren                    | Ozan Ünal           | Johan     |
| Fredrik Stenberg Ditlev-Simonsen | Stefan Weißenburger | Martinsen |
| Jon Ranes                        | Ricardo Richter     | Sigurd    |

Der in Freiburg geborene und seit seinem 16. Lebensjahr in Norwegen lebende, ausgebildete Theaterschauspieler Tobias Santelmann, Adam Lundgren, Anders Baasmo und Jakob Fort spielen in den Hauptrollen Mørk, Johan, Skar und Evensen. Weiter auf der Besetzungsliste finden sich die Theaterschauspielerin Heidi Ruud Ellingsen, der Rapper Jon Ranes und Fredrik Stenberg Ditlev-Simonsen.
Die deutsche Synchronisation entstand nach einem Dialogbuch und der Dialogregie von Boris Tessmann im Auftrag der Think Global Media GmbH in Berlin.
Als Kameramann fungierte Oskar Dahlsbakken, der Bruder des Regisseurs, mit dem er bereits für Munch zusammenarbeitete.

### Filmmusik und Veröffentlichung
Die Filmmusik komponierte Johannes Ringen, der zuletzt für die Fernsehserie Norsemen, den Katastrophenfilm The Quake – Das große Beben von John Andreas Andersen und den Monsterfilm Troll von Roar Uthaug tätig war. Das Soundtrack-Album mit insgesamt 13 Musikstücken wurde Ende Juli 2024 von MovieScore Media als Download veröffentlicht.
Der Film kam zu Weihnachten 2023 in die norwegischen Kinos. Die Premiere erfolgte wenige Tage zuvor in Oslo. Die offizielle Premiere des Films ist am 27. Januar 2024 beim Internationalen Filmfestival Rotterdam geplant. Dort feierte im Jahr zuvor bereits Munch seine Premiere. Am 26. Juli 2024 wurde der Film in den USA als Video-on-Demand veröffentlicht und kam am gleichen Tag in ausgewählte Kinos. Am 1. August 2024 wurde der Film in Deutschland als Blu-ray veröffentlicht. Ebenfalls im August 2024 wurde er beim Norwegischen Filmfestival in Haugesund gezeigt.

## Auszeichnungen
Amandaprisen 2024
- Nominierung als Bester norwegischer Film (Thea Benedikte Kevin Karlsen, Catrin Gundersen und Martin Sundland)
- Nominierung als Beste Nebendarstellerin (Heidi Ruud Ellingsen)
- Auszeichnung für die Besten visuellen Effekte (Alex Hansson, Andreas Hylander und Lars Erik Hansen)
- Nominierung für das Beste Sound Design  (Peder Lindvær Hammersborg und Christian Schaanning)
- Nominierung für das Beste Szenenbild (Pål Petersen-Bergvik)
- Nominierung für das Beste Make-Up (Inga Raslanaité)[9][10]

Internationales Filmfest Emden-Norderney 2024
- Auszeichnung mit dem Score-Bernhard-Wicki-Preis (Henrik Martin Dahlsbakken)